# Pipistrel WATTsUP
Die Pipistrel WATTsUP ist ein Proof-of-Concept-Elektroflugzeug, das in Slowenien von Pipistrel gebaut wurde. Es ist für die Flugausbildung gedacht und ist der Vorläufer einer Serienfertigung. Das Flugzeug basiert auf Pipistrel Sinus und Virus und wurde erstmals am 30. August 2014 auf der  Airshow „Salon de Blois“ in Frankreich gezeigt. Die Erfahrungen aus dem Einsatz flossen in die Pipistrel Velis Electro ein, die am 10. Juni 2020 als erstes Elektroflugzeug eine Typzulassung von der Europäischen Agentur für Flugsicherheit (EASA) erhalten hat.

## Konstruktion
Die WATTsUP ist ein Schulterdecker mit T-Leitwerk. Die beiden Sitzplätze sind nebeneinander angeordnet. Angetrieben wird die WATTsUP von einem 85 kW starken, lediglich 14 kg schweren Elektromotor, der von Siemens entwickelt wurde. Die maximale Steigrate soll 1.000 ft/min (=5,1 m/s) übertreffen.
Nach Herstellerangaben ist der verwendete Elektromotor stärker als ein Rotax 912. Die Akkus können mit zusätzlich erhältlichen 380-V-Schnelladern in ein bis zwei Stunden geladen werden, an einer 230-V-Steckdose dauert der Ladevorgang etwa sechs Stunden. Eine Ladung soll etwa 1 Stunde Flugzeit inklusive 30 Minuten Reserve ermöglichen. Der Windmühleneffekt des Propellers soll im Sinkflug eine Energierückgewinnung von bis zu 15 % der für den Steigflug eingesetzten Energie ermöglichen.
Der Einführungspreis soll knapp 100.000 Euro plus Steuern betragen.

## Technische Daten
| Kenngröße             | WATTsUP                                     |
| --------------------- | ------------------------------------------- |
| Länge                 | 6,5 m                                       |
| Spannweite            | 10,5 m                                      |
| Höhe                  |                                             |
| Flügelfläche          | 9,51 m²                                     |
| Flügelstreckung       | 11,6                                        |
| Leermasse             | 314 kg (inkl. Batterien)                    |
| Startmasse            |                                             |
| Reisegeschwindigkeit  | 157 km/h                                    |
| Höchstgeschwindigkeit | 194 km/h                                    |
| Dienstgipfelhöhe      | 4900 m                                      |
| Reichweite            | 1 h Flugzeit inkl. 30 min Reserve           |
| Triebwerke            | ein Siemens, 85 kW (115 PS)                 |
| Akkus                 | 17 kWh, 126 kg (2 Module à 3 Boxen à 21 kg) |